# Sápi-patak
A Sápi-patak a Gödöllői-dombságban ered, Tápiósáp északnyugati határában, Pest vármegyében, mintegy 180 méteres tengerszint feletti magasságban. A patak forrásától kezdve délkeleti irányban halad, majd Sülysápnál éri el a Tápiót.

## Part menti települések
- Tápiósáp
- Sülysáp